# Lina Muzur
Lina Muzur (* 1980 in Sarajewo, Jugoslawien) ist eine  Journalistin, Autorin und seit 2020 Verlagsleiterin von Hanser Berlin.

## Biografie

### Kindheit und Studium
Lina Muzur floh mit elf Jahren mit ihrer Familie vor dem Krieg aus Bosnien nach Österreich und anschließend nach Prag, wo ihre Eltern noch heute leben. Muzur besuchte dort die Deutsche Schule und lernte die deutsche Sprache. Für ihr Studium zog sie nach Bamberg und studierte Englische Literaturwissenschaft und Philosophie; sie studierte außerdem in Edinburgh.

### Berufliche Karriere
Muzur startete als Lektorin beim Münchner Carl Hanser Verlag und betreute dort unter anderem Olga Grjasnowa, Karen Köhler und Navid Kermani. Im März 2015 wurde sie Leitende Lektorin im Programmbereich Literatur beim Aufbau Verlag. Seit 2020 leitet sie in der Nachfolge von Karsten Kredel Hanser Berlin, die Tochter des Carl Hanser Verlages in Berlin. Zuvor war sie bereits stellvertretende Verlagsleiterin.
Muzur lebt mit ihrem Partner in Berlin und hat zwei Kinder.

## Redaktionsarbeit
Muzur ist Mitglied feministischen Reaktionsnetzwerks „10nach8“. Als FAZ-Blog „Ich. Heute. 10 vor 8“ gestartet, wanderte die feministische Kolumne 2015 zur Zeit-Redaktion und erhielt den aktuellen Titel. Anlässlich des 10. Jubiläums des Blogs erschien das Buch „Politisch, poetisch, polemisch. Texte zur feministischen Gegenwart“.
Muzur veröffentlicht regelmäßig eigene Artikel aus weiblicher Perspektive.

## Auswahl herausgegebener Werke
- Lina Muzur (Hg.), Annika Reich (Hg.): Das Herz verlässt keinen Ort, an dem es hängt. Weiter Schreiben – Literarische Begegnungen mit Autorinnen und Autoren aus Krisengebieten, Ullstein Verlag, Berlin 2018[7]
- Lina Muzur (Hg.): Sagte sie. 17 Erzählungen über Sex und Macht, Hanser Berlin 2018.
- Lina Muzur (Hg.): Hanser Berlin Leben, Reihe mit insgesamt zehn Essays von Elke Heidenreich, Theresia Enzensberger, Svenja Flaßpöhler, Emilia Roig, Heike Geißler, Doris Dörrie, Daniel Schreiber, Karen Köhler, Daniela Dröscher und Felicitas Hoppe; Hanser Berlin 2024–2026.[8]